# Эль-Мусайиб
Эль-Мусайиб (араб. المسيب‎) — город в центральной части Ирака, расположенный на территории мухафазы Бабиль. Административный центр одноимённого округа.

## Географическое положение
Город находится в западной части мухафазы, на обоих берегах реки Евфрат, на высоте 27 метров над уровнем моря.

Эль-Мусайиб расположен на расстоянии приблизительно 30 километров к северо-западу от Эль-Хиллы, административного центра провинции и на расстоянии 48 километров к югу от Багдада, столицы страны.

## Население
По данным последней официальной переписи 1965 года, население составляло 15 868 человек.
Динамика численности населения города по годам:
| 1965   | 2012   |
| ------ | ------ |
| 15 868 | 45 362 |